# Sanatruces II da Pártia
Sanatruces II (em grego: Σανατρύκης; romaniz.: Sanatrúkēs; em latim: Sanatruces) foi um pretendente ao trono do Império Arsácida durante o reinado disputado de seu tio Osroes I.

## Nome
Sanatruces (Σανατρύκης, Sanatrúkēs), Sinatruces (Σινατρούκης, Sinatroúkēs), Sanatrúcio (Σανατρούκιος, Sanatroúkios) e Sanatruco (Sanatrucus) são as formas grega e latina do nome parta Sanatruque (Sanatrūk), que seria incorporado no armênio (Սանատրուկ) e aramaico (𐡎𐡍𐡕𐡓𐡅𐡊, sntrwk e snṭrwq (aramaico de Hatra)). Em última análise, pode derivar do iraniano antigo *sāna-taru-ka- ("conquistador de inimigos")

## Vida
Sanatruces só é conhecido pelos escritos do historiador bizantino João Malalas (Cronografia, II.1-6), que muitas vezes não é tido como confiável. Segundo ele, era filho do futuro Mitrídates V, irmão de Osroes I. Desde 113, as tropas lideradas pelo imperador Trajano (r. 98–117) invadiram o Império Arsácida. Em 116, Partamaspates, filho de Osroes, foi colocado no trono como governante fantoche e Sanatruces e seu pai reivindicaram juntos a diadema e continuaram a luta contra os romanos na Mesopotâmia (Cronografia, II.1-6). Trajano então marchou ao sul até o golfo Pérsico, derrotou-os e declarou a Mesopotâmia uma província do Império Romano. Depois que os romanos se retiraram, Osroes expulsou Partamaspates e recuperou o trono parta.